# NGC 986
NGC 986 (również PGC 9747) – galaktyka spiralna z poprzeczką (SBab), znajdująca się w gwiazdozbiorze Pieca. Została odkryta 5 sierpnia 1826 roku przez Jamesa Dunlopa. Znajduje się w odległości około 56 milionów lat świetlnych od Ziemi.

Zbliżenie centralnej części galaktyki (HST)